# Voetgangersbrug Baarn
Het Spoorbruggetje of Kippenbruggetje op het talud aan de noordzijde van het NS-station is een rijksmonument in Baarn in de provincie Utrecht. Het bruggetje verbindt de Bruglaan in het Wilhelminapark met de Gerrit van der Veenlaan en de even verderop liggende Oude Utrechtseweg richting het centrum.
Tot 1911 bestonden de overgangen over het spoor uit hekjesdoorgangen. Enkele bewoners van Baarn richtten toen de  Hollandsche Maatschappij voor Gewapend Beton op. Zij stortten F 7500, - in een fonds dat voor de bouw gebruikt moest worden. De gemeente ging akkoord, maar moest eerst nog wel toestemming vragen aan de koningin-moeder op paleis Soestdijk om de hekjesdoorgangen te verwijderen. De aannemer kreeg te maken met een voorgestelde wijziging in de ligging. Na berekening oordeelde hij dat de overspanning niet 22,5 meter maar 30,5 meter moest worden. Daarvoor was het kapitaal echter niet toereikend. Na veel overleg wordt in 1911 toch een brug met een spanwijdte van 22,5 meter gebouwd.
De voetweg die de twee betonnen hoofden met een boog verbindt is een voorbeeld van een boogbrug waarbij geen trekband is toegepast. Dit bleek niet nodig door de aanwezigheid van de taluds die de spatkrachten van de overspanning opvangen. De bogen bevinden zich daardoor niet boven, maar onder de rijvloer. Op de brug is de tekst `anno' en '1911' aangebracht.
De aannemer had eerder al een viertal bruggen over de spoorlijn Maastricht-Aken gebouwd.